# モンスト1000万個オーブ山分け! 土田ヒカキン軍団VSダチョウ倶楽部!
『モンスト1000万個オーブ山分け! 土田ヒカキン軍団VSダチョウ倶楽部!』（モンストいっせんまんこオーブやまわけ つちだひかきんぐんだんブイエスダチョウくらぶ）は、2018年1月27日にAbemaTVで配信された番組。

## 概要
2018年1月21日にAbemaTVに新たに開設したチャンネル「ウルトラゲームス」の開設記念特別番組の1つとして配信された。スマートフォン向けゲームアプリ、モンスターストライクとタイアップした内容で、土田晃之率いる土田withヒカキン軍団とダチョウ倶楽部軍団が3つの企画で三番勝負するというもの。企画の内容はモンスターストライク上で使われる「ヒッパレ」にまつわるものが用意された。
モンスターストライクのアプリ内ではこの三番勝負の勝利チーム予想ミッションが設けられ、勝利チームの予想が的中したユーザー全員でゲーム内のアイテムであるオーブ1000万個が山分けされた。オーブを課金して手に入れる場合は1個120円であり、12億円相当のオーブが予想的中者で山分けされたことなった。予想にはTwitterが活用され、2018年1月24日午前4:00から放送日である1月27日の午後5時まで予想投票は行われた。
放送は事前収録したものであり、生放送ではない。

## 配信日
- 2017年1月27日午後9時 - 午後11時

AbemaTVの他、モンスト公式YouTubeチャンネルでも同時放送された。

## 出演者
- 土田withヒカキン軍団
  - 土田晃之
  - ヒカキン
  - 東海オンエア（てつや、としみつ、虫眼鏡）
  - タイムマシーン3号（関太)
- ダチョウ倶楽部軍団
  - ダチョウ倶楽部（肥後克広、寺門ジモン、上島竜兵）
  - デンジャラス（安田和博）
  - 新宿カウボーイ（かねきよ勝則）
  - タイムマシーン3号（山本浩司）
- その他出演者
  - 野上慎平
  - ぺんぺん
  - ぎこちゃん
  - ナウ・ピロ
  - しろ
  - パンク町田
  - XFLAGの中の人 "テルーマン"

ほか

## 企画内容
- Round1「犬VS人間 ひっぱられるな！ワンワンパニック」
- Round2「熱湯パンスト大相撲」
- Round3「M4 VS なうしろ　モンストスタジアムドリームマッチ」

これら3つの企画を先に2勝した方が勝利とし、行われた。